# Бой в Ножай-Юртовском районе (2012)
Бой в Ножай-Юртовском районе — серия вооруженных столкновений между силами МВД и боевиками вилаята Нохчийчоь в Ножай-Юртовском районе Чеченской Республики на границе с Дагестаном, произошедшее во второй декаде февраля 2012 года. Предводителем исламистов был назван Махарби Тимиралиев, под началом которого было 7 человек.
Первое столкновение возле селения Симсир (Ножай-Юртовский район) произошло 13 февраля, в результате которого погибли трое полицейских.
15 февраля бой возобновился на территории Ножай-Юртовского района Чечни.
17 февраля для подавления сепаратистов правительственные силы задействовали боевые вертолеты и артиллерию. Однако федералы понесли значительные потери — погиб 21 полицейский и 36 получили ранения.